# Euproctis suisharyonis
Euproctis suisharyonis är en fjärilsart som beskrevs av Embrik Strand 1914. Euproctis suisharyonis ingår i släktet Euproctis och familjen tofsspinnare. Inga underarter finns listade i Catalogue of Life.